# Harold Hackett
Harold Humphrey Hackett, född 12 juli 1878 Hingham, Massachusetts, död 20 november 1937, var en amerikansk högerhänt tennisspelare. 
Hackett rankades som en av USA:s 10 främsta tennisspelare 1902 och 1906. Som bäst var han 1906 då han rankades som nummer sju. Han upptogs 1961 i International Tennis Hall of Fame.

## Tenniskarriären
Som tennisspelare är Hackett mest känd som dubbelpartner till Fred Alexander. Tillsammans var de ett av USA:s bästa dubbelteam genom tiderna. Åren 1905-1911 nådde de under hela 7-årsperioden konsekutiva finaler i dubbel i Amerikanska mästerskapen. De vann 4 år i rad (1907-1910) efter segrar över William Larned/William Clothier (1907), R. Little/Beals Wright (1908), Maurice McLoughlin/G. James (1909) och Tony Bundy/T. Hendrick (1910).
Hackett och Alexander vann tillsammans de amerikanska inomhusmästerskapen i dubbel 1906-1908. Med Walter Hall vann Hackett dessutom amerikanska grusmästerskapen 1912. 
Harold Hackett deltog i det amerikanska Davis Cup-laget som kapten 1908-09 och 1913. Han spelade totalt 6 matcher av vilka han vann 5. År 1913 deltog han i det amerikanska lag som besegrade de brittiska titelhållarna i världsfinalen (the Challenge Round) i London på banorna i Wimbledon. Han och McLoughlin besegrade det brittiska dubbelparet Herbert Roper Barrett/Charles Dixon med 5-7 6-1 2-6 7-5 6-4. USA vann hela mötet med 3-2 och därmed Cup-titeln. 

## Spelaren och personen
Harold Hackett studerade på Yale University och spelade vid sidan av sina studier också tennis. Han hade stilrena men för motståndarna svårbedömda slag.  

## Grand Slam-titlar
- Amerikanska mästerskapen
  - Dubbel - 1907, 1908, 1909, 1910